# Paulus Straalman

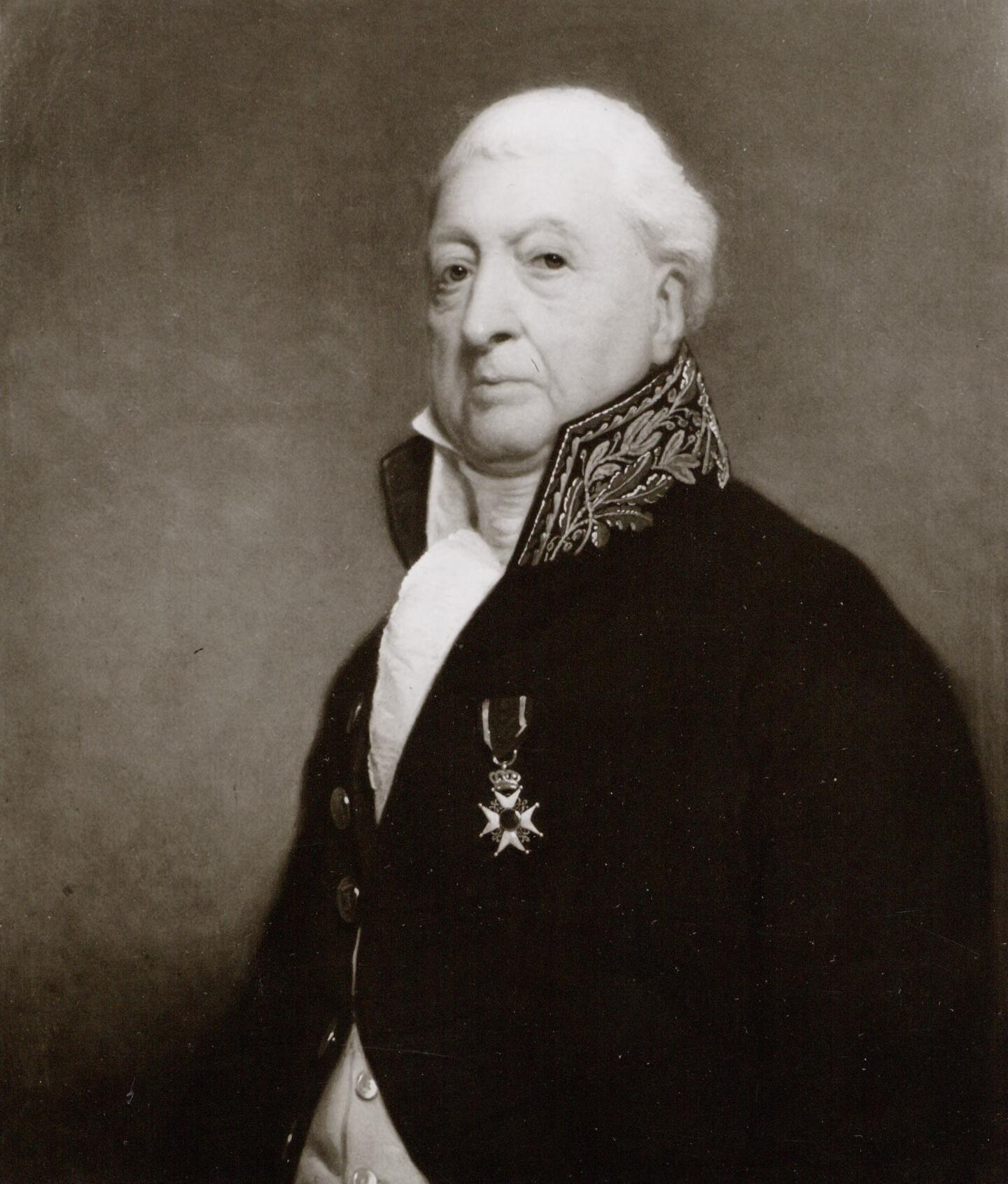
Paulus Straalman

Paulus Straalman (Amsterdam, 29 maart 1753 - Nijmegen, 15 april 1828) was een Nederlands militair en politicus.
Straalman had een militaire loopbaan waarin hij vanaf 1772 luitenant van de garde dragonders was, vanaf 1779 ritmeester regiment Van Stockum en van 1789 tot 1795 luitenant-kolonel der cavalerie. 
Straalman, die orangist was,  werd lid van de Nijmeegse stadsraad en was van 1814 tot 1827 lid van de Provinciale Staten van Gelderland voor Nijmegen. In 1815 was hij buitengewoon lid van de Staten-Generaal der Verenigde Nederlanden voor Gelderland. Tussen 1816 en 1819 was hij derde en in 1819 tweede burgemeester in Nijmegen. Ook was Straalman lid van de Raad van State in buitengewone dienst van 1820 tot 1828.
Straalman, die de adellijke titel baron voerde, was heer van Duist, de Haar en Zevenhuizen. Hij huwde in 1796 met Petronella Jacoba Smits en kreeg geen kinderen. Hij stichtte in 1826 een fonds ter uitbreiding en verfraaiing van de openbare wandelingen binnen Nijmegen, het Straalmanfonds. Zijn broer Anne Willem Straalman was net als hijzelf lid van de notabelenvergadering.
Na de afbraak van de vestingwallen - einde 19de eeuw - groeit Nijmegen snel uit, een van de nieuwe straten in Oost wordt naar hem vernoemd, de Straalmanstraat.